# Dynasty Tactics 2
Dynasty Tactics 2 (三国志戦記2, Sangokushi Senki 2) est un jeu vidéo de type wargame développé et édité par Koei, sorti en 2003 sur PlayStation 2.

## Accueil
| Dynasty Tactics 2     |      |        |
| Média                 | Pays | Notes  |
| GameSpot              | US   | 82 %   |
| IGN                   | US   | 83 %   |
| Jeuxvideo.com         | FR   | 16/20  |
| Compilations de notes |      |        |
| Metacritic            | US   | 78 %   |
| GameRankings          | US   | 75,8 % |